# Victoria Hernández (futbolista)
Victoria Hernández Poderoso (Villaverde, Madrid; 1958) es una exfutbolista española que jugaba como lateral izquierda. Es la primera mujer futbolista en firmar un contrato profesional en España. También disputó el primer partido oficial de la selección española femenina en 1983. 

## Biografía
Su padre convenció al promotor Rafael Muga para que la joven de 12 años se convirtiera en la primera jugadora profesional en España, el 2 de agosto de 1971. El documento estipulaba un pago de 4.000 pesetas por la firma y 250 por cada partido jugado. Firmó el primer contrato de una futbolista mujer en España, con el club madrileño Olímpico de Villaverde.

## Trayectoria
Muga montó la primera selección española femenina, aunque no era oficial, fue a la Federación a pedir permiso. Se lo denegaron porque, en los inicios de los años 70, no se concebía que las mujeres pudieran practicar el fútbol.
El primer partido en España de esa selección bautizada como "clandestina" se disputó unos meses antes de que Hernández firmara su contrato. Fue el 21 de febrero de 1971 en La Condomina (Murcia), ante unas 3.000 personas en el cual empataron con el seleccionado de Portugal. La madrileña no jugó al estar convaleciente de una operación de apendicitis, pero recuerda todo el revuelo que se montó en torno al partido. La selección femenina no podía llevar el escudo en las camisetas, ni escuchar el himno. Además, no dejaban salir a los árbitros nacionales.
Sin ningún tipo de apoyo institucional, las futbolistas tenían que costear sus propios  gastos (viajes, alojamiento y manutención) pudieron disfrutar de representar a España contra Italia.
En ese encuentro, disputado en el Stadio Comunale de Turín, contó con 40.000 espectadores. Hernández, que con España solía jugar como extremo izquierdo, se enfundó los guantes y jugó como guardameta ese partido porque a la portera le dio pavor ver tanto público. Perdieron 8-1. En total, esta selección clandestina disputó seis partidos y llenó los estadios por los que pasó.
En 1980, Hernández formó parte de la primera selección femenina de fútbol oficial.

## Reconocimientos
El Pleno de Villaverde aprobó por unanimidad, reconocer a la pionera jugadora de futbol femenino, Victoria Hernández, poniendo su nombre a la Instalación Deportiva Básica El Espinillo II de Villaverde.